# Carlos Mac Allister
Carlos Javier Mac Allister (Santa Rosa, 6 marzo 1968) è un allenatore di calcio ed ex calciatore argentino, di ruolo difensore.

## Carriera

### Club
Mac Allister ha esordito con la squadra degli Argentinos Juniors nel 1986. Nel 1992 si è trasferito al Boca Juniors, dove ha segnato il gol della vittoria nella finale della Copa de Oro 1993. Nel 1996 ha lasciato il Boca per il Racing Club, dove ha giocato fino al 1998, disputando un'ultima stagione con il Ferro Carril Oeste prima di ritirarsi all'età di 30 anni.

### Nazionale
Nel 1993 Mac Allister ha giocato con la nazionale argentina nelle qualificazioni alla Coppa del Mondo 1994, al fianco di Diego Armando Maradona, Fernando Redondo, Sergio Goycochea, Oscar Ruggeri e Diego Simeone. È stato inserito in squadra alla fine del 1993, dopo la sconfitta con la Colombia del 5 settembre 1993 a Buenos Aires, e ha giocato le seguenti partite internazionali per l'Argentina:
- 31 ottobre 1993: pareggio per 1-1 contro l'Australia, partita giocata a Sydney nello spareggio intercontinentale di qualificazione alla Coppa del Mondo 1994;
- 17 novembre 1993: vittoria per 1-0 contro l'Australia, partita giocata a Buenos Aires nello spareggio per le qualificazioni intercontinentali alla Coppa del Mondo 1994;
- 15 dicembre 1993: vittoria per 2-1 contro la Germania, partita giocata a Miami in amichevole.

Tuttavia Mac Allister non è stato selezionato per la fase finale della Coppa del Mondo 1994.

## Palmarès

### Club

#### Competizioni nazionali
- Campionato argentino: 1

Boca Juniors: Apertura 1992

#### Competizioni internazionali
- Coppa Interamericana: 1

Argentinos Juniors: 1985
- Copa de Oro: 1

Boca Juniors: 1993